# Mycetomorpha vancouverensis
Mycetomorpha vancouverensis is een krabbezakjessoort uit de familie van de Mycetomorphidae. De wetenschappelijke naam van de soort is voor het eerst geldig gepubliceerd in 1912 door Potts.